# Turistická značená trasa 0632
 Turistická značená trasa 0632 je 4,5 km dlouhá červeně značená trasa Klubu českých turistů v Lipové Lázni propojující jednotlivé části města a jím procházející turistické trasy. Její převažující směr je východní. Závěrečná část trasy je vedena v CHKO Jeseníky.

## Průběh trasy
Turistická trasa 0632 má svůj počátek u nádraží v Lipové Lázni na rozcestí se zde končící modře značenou trasou 2202 přicházející z Šeráku. Zároveň je tudy průchozí zeleně značená trasa 4804 z rozcestí Miroslav k jeskyni Na Pomezí, se kterou vede z počátku trasa 0632 v souběhu. Po jeho ukončení vede zástavbou souběžně se železniční tratí Šumperk - Jeseník k místnímu hřišti na rozcestí s modře značenou trasou 2206 přicházející od jeskyně Na Pomezí a pokračující do sedla Javoříku. Trasa 0632 v souběhu s touto trasou sestupuje od železniční trati k lázním a již samostatně pokračuje podél II/369 k její křižovatce se silnicí I/60. Za ní odbočuje vpravo, přechází potok Staříč a pokračuje dále zástavbou města po jeho pravém břehu. Na konci zástavby vstupuje trasa na pěšinu a nivou potoka vede dále k východu. U autokempu v Bobrovník se stáčí k jihu, kříží silnici I/60 a vstupuje do souběhu se žlutě značenou trasou 7804 z Jeseníku na Šerák. Společně vedou do centra osady, kde trasa 0632 končí.

## Historie
Dříve trasa od konce souběhu s trasou 4804 klesala jižním směrem k silnici II/369 a podél ní vedla k východu k místu styku se současným vedením trasy.

## Turistické zajímavosti na trase
- Muzeum Johanna Schrotha
- Schrothovy léčebné lázně Dolní Lipová
- Frývaldovská lípa